# Gronau (Sinn)
Die Gronau, auch Gronaubach, ist ein Fluss am Rande des Spessarts im Main-Kinzig-Kreis in Hessen. Sie entsteht bei Neuengronau aus dem Zusammenfluss von Westernbach und Lederhosebach und mündet bei Altengronau in die Sinn.

## Name
Der Fluss wird im Jahr 1361 (an der Gruna) zum ersten Mal schriftlich erwähnt. Der Name setzt sich zusammen aus den althochdeutschen Wörtern gruoni für 'grün' und aha für 'Fließgewässer'.

## Geographie

### Quellbäche

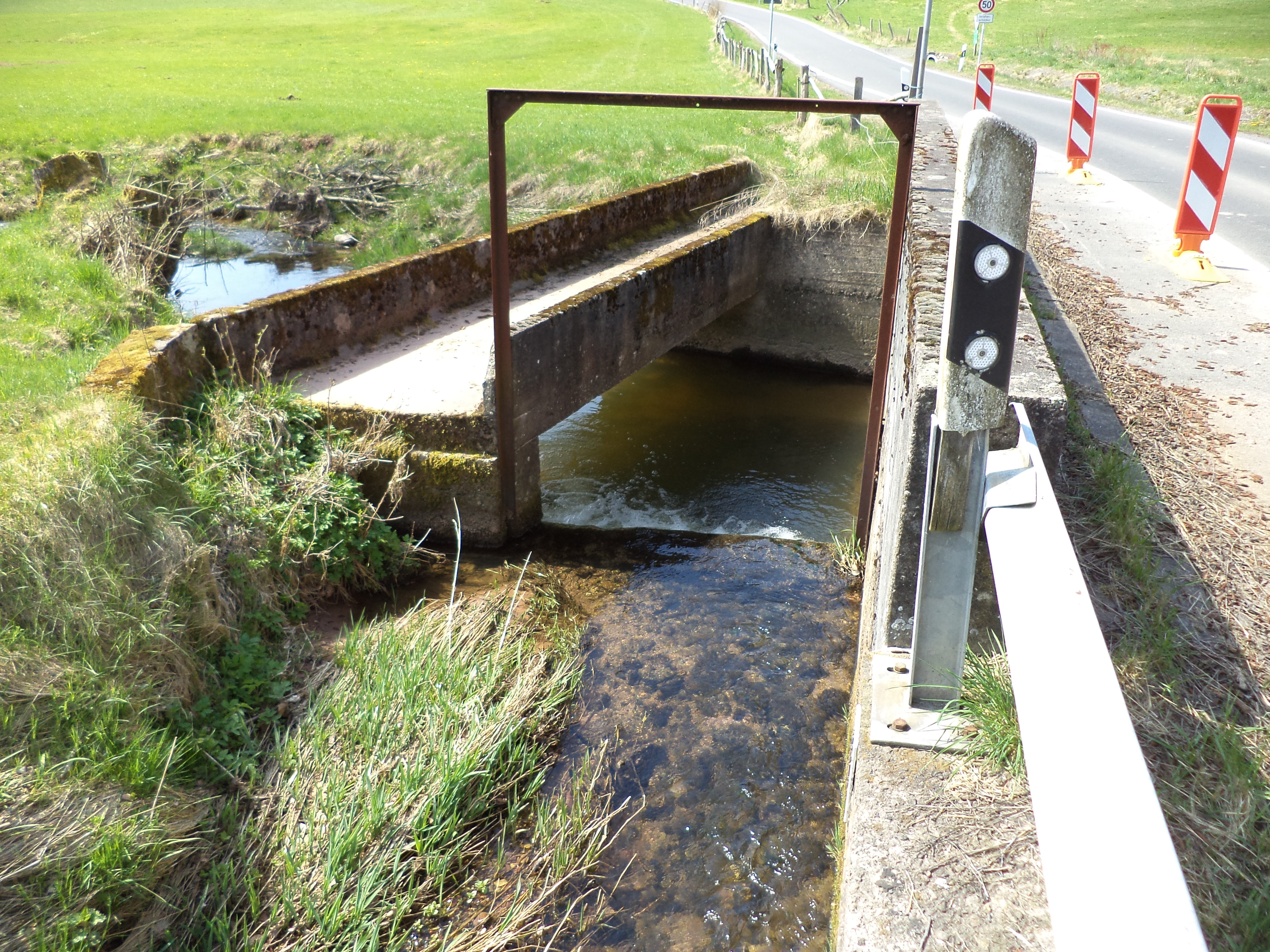
Zusammenfluss von Lederhosebach (vorne) und Westernbach (rechts unter der Brücke) zur Gronau (links)

#### Westernbach
Die Quelle des Westernbaches befindet sich im gemeindefreien Gebiet des Gutsbezirkes Spessart zwischen den Ortschaften Bellings, Weiperz und Breunings, im Naturschutzgebiet Ratzerod bei Neuengronau (NSG-Nr. 5723-301), wo er als Erbsenborn entspringt. Im weiteren Verlauf durchquert er das Naturschutzgebiet Westerngrund von Neuengronau und Breunings (NSG-Nr. 5723-303), wo sich seit der Ansiedlung des europäischen Bibers in den 1980er Jahren einige Biberstauseen gebildet haben. Der Westernbach ist mit etwa 7 km der wasserreichere und längere Quellbach und wird als Oberlauf der Gronau angesehen.

#### Lederhosebach
Der etwa 5 km lange Lederhosebach entsteht aus dem Zusammenfluss von Eisbach und Gottesgraben südöstlich von Breunings unterhalb des Steinfirstes. Er verläuft parallel zur Landesstraße 3371 und durchfließt Neuengronau. Südwestlich des Ortes vereinigt er sich mit dem Westernbach zur Gronau.

### Verlauf
Nach dem Zusammenfluss der Quellbäche fließt die Gronau nach Altengronau. Dort unterquert sie die Landesstraße 2304, die Bahnstrecke Flieden–Gemünden sowie die ehemalige Trasse der Bahnstrecke Jossa–Wildflecken und mündet unterhalb des ehemaligen Steinverarbeitungsbetriebes Gerhäuser Marmorwerke von rechts in die Sinn.

### Zuflüsse
Zuflüsse des Westernbaches sind:
- Erbsenborn (links), 0,8 km
- Willingsbach (links), 2,2 km
- Wolfsgraben (links), 1,8 km
- Geisegraben (links), 1,4 km

### Flusssystem Sinn
- Fließgewässer im Flusssystem Sinn